# Gieczno
Gieczno [pronunciación en polaco: /ˈɡʲɛt͡ʂnɔ/] es un pueblo ubicado en el distrito administrativo de Gmina Zgierz, dentro del Distrito de Zgierz, Voivodato de Łódź, en Polonia central. Se encuentra aproximadamente a 15 kilómetros al norte de Zgierz y a 23 kilómetros al norte de la capital regional Łódź.
El pueblo tiene una población de 270 habitantes.